# 伊藤知義
伊藤 知義（いとう ともよし、1956年 - ）は、日本の法学者。専門は、ロシア・ウズベキスタン民事法・東ヨーロッパ民事法・比較法学。学位は、法学博士（北海道大学・論文博士・1988年）（学位論文「ユーゴスラビア取引法における自主管理協定と契約--理念・規範構造・実態の分析--」）。中央大学教授。北海道出身。

## 略歴
- 1979年　北海道大学法学部卒業
- 1982年　北海道大学大学院法学研究科博士課程中退
- 同年　北海道大学法学部助手
- 1988年　札幌学院大学法学部助教授
- 1995年　札幌学院大学法学部教授・同大学院法学研究科教授
- 2000年　北海学園大学法学部教授・同大学院法学研究科教授
- 2005年　中央大学大学院法務研究科教授[2][3]

## 著作

### 単著
- 『ユーゴ自主管理取引法の研究』（北海道大学図書刊行会、1990年）

### 共著
- 『民法学と社会学の諸相Ⅱ』（信山社出版、1997年）
- 『事例DE法学入門』（青林書院、1998年）
- 『市場化の法社会学』（有信堂、2001年）
- 『現代ロシア法』（東京大学出版会、2003年）

など

## 恩師
- 五十嵐清